# ロバート・マリケン
ロバート・サンダーソン・マリケン（Robert Sanderson Mulliken、1896年6月7日- 1986年10月31日）は、アメリカ合衆国の化学者であった。分子軌道法による化学結合および分子の電子構造に関する研究により、1966年ノーベル化学賞を受賞した。

## 生涯
マサチューセッツ州ニューベリーポートに生まれた。父親のサミュエル・マリケンもマサチューセッツ工科大学の有機化学の教授であった。マサチューセッツ大学を卒業した。卒業時は第1次世界大戦にアメリカが参戦した時期であったので、ワシントンの大学でジェームス・コナントのもとで毒ガスの研究を行った。9か月後徴兵されたが軍でも同じ仕事についた。
戦争が終わった後ゴムに亜鉛酸化物やカーボンブラックを添加する実用的な研究を行っていたが、飽き足らず、シカゴ大学の大学院に進学した。
シカゴ大学ではロバート・ミリカンのもとで、水銀の同位体の分離の研究を行った。1925年から1927年までヨーロッパに留学し、当時の量子力学の研究者たちと研究した。1927年には、フリードリッヒ・フントと分子軌道法に関するフント–マリケンの理論を示した。
1926年から1928年までニューヨーク大学の物理学科で教え、物理学者としても認められたが、物理と化学の境界領域を研究した。分子の電子構造はハイトラーとロンドンによって1927年に水素分子について計算された。スレーターとポーリングによって原子価結合法に改良された。マリケンはレナード＝ジョーンズが行った量子力学的取り扱いを用いて、分子軌道法の適用範囲を拡大した。1934年に電気陰性度のマリケンの定義を提案した。1966年にノーベル化学賞を受賞した。1967年王立協会外国人会員選出。
1931年から1985年までシカゴ大学の教授を務めた（1961年からはdistinguished professor）。1953年には、国際理論物理学会（東京&京都）で来日した。

## 受賞歴
- 1963年 ピーター・デバイ賞
- 1965年 ウィラード・ギブズ賞
- 1966年 ノーベル化学賞
- 1983年 プリーストリー賞